# Schwertscheide von Gutenstein

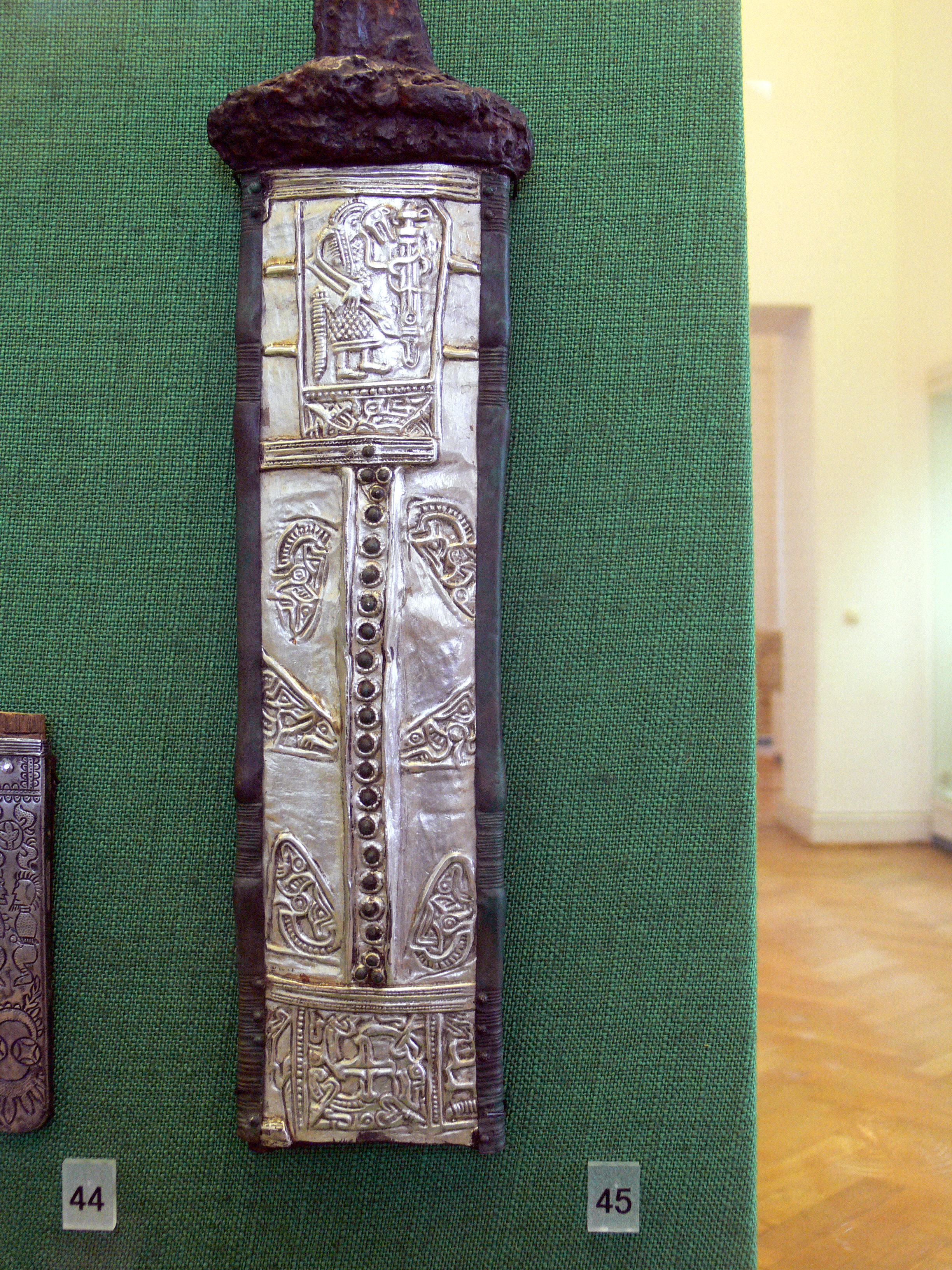
Replik der Schwertscheide von Gutenstein

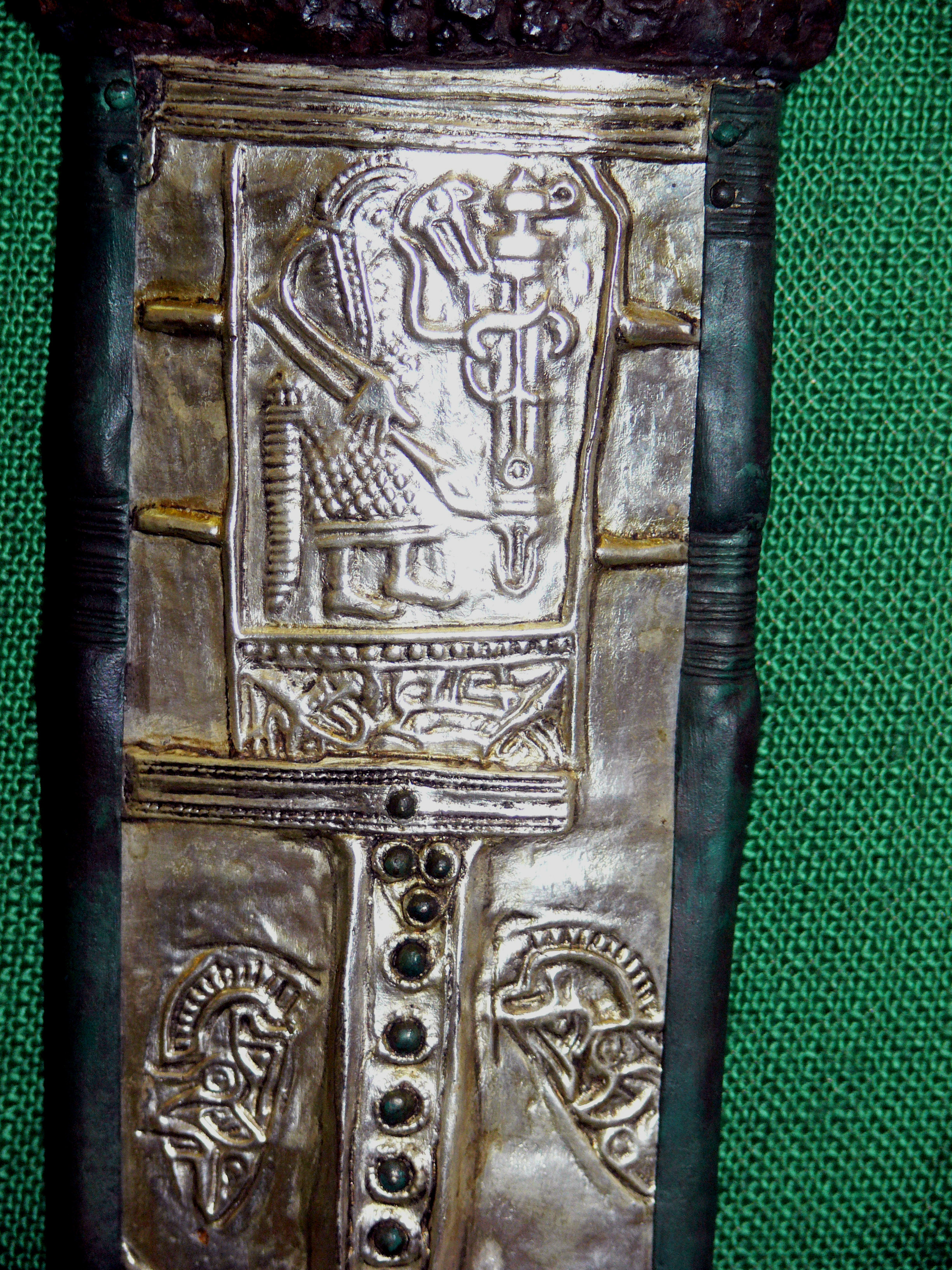
Detailansicht mit Wolfskrieger

Die Schwertscheide von Gutenstein ist eine prunkvoll verzierte Schwertscheide einer Spatha aus dem 7. Jahrhundert, die im heutigen Sigmaringer Stadtteil Gutenstein im Grab eines alamannischen Kriegers gefunden wurde. Die Besonderheit dieser Schwertscheide sind die für das 7. Jahrhundert seltenen Darstellungen von Tierkriegern beziehungsweise Menschen mit Tiermasken, die nur wenige Parallelen in Europa haben.

## Entdeckungsgeschichte
Im Jahre 1887 wurden bei Bauarbeiten in unmittelbarer Nähe der Gutensteiner St.-Gallus-Kirche die Reihengräber zweier Männer gefunden. In einem der Gräber befand sich unter anderem die silberne Schwertscheide. Der Sigmaringer Baurat Eduard Eulenstein (1841–1896) erwarb den Fund vermutlich von dem Apotheker und Vor- und Frühzeitforscher Hieronymus Edelmann (1853–1922), der damals in Ebingen (heute Albstadt), später in Sigmaringen und München lebte. Nach Eulensteins Tod gelangte das wertvolle Exponat mit der Inventarnummer II c 2830/31 in den Besitz des Museums für Vor- und Frühgeschichte in Berlin. 1945 beschlagnahmte die Trophäenkommission der Roten Armee, neben anderen Exponaten aus der Kategorie Unersetzliches, auch die Schwertscheide von Gutenstein. Seither befindet sie sich als kriegsbedingt verbrachtes Kulturgut beziehungsweise als Beutekunst im Puschkin-Museum zu Moskau. Der tatsächliche Verbleib der Schwertscheide war dabei viele Jahre ungesichert, da aus Moskau keine Angaben dazu kamen. Erst mit den Vorbereitungen zur Ausstellung Merowingerzeit – Europa ohne Grenzen im Puschkin-Museum wurde der Verbleib offiziell geklärt.
Repliken der Schwertscheide von Gutenstein befinden sich im Römisch-Germanischen Zentralmuseum (RGZM) in Mainz, im Landesmuseum Württemberg in Stuttgart und im Archäologischen Museum Colombischlössle in Freiburg im Breisgau.

## Beschreibung und Deutung
Die Schwertscheide besteht aus dünnen silbernen Platten, die mit bronzenen Randbeschlägen auf einer hölzernen Unterlage fixiert sind. Die silbernen Platten tragen eingeprägte Ornamente und Verzierungen. Die Vorderseite der Scheide ist durch zwei horizontale, aufgenietete Bronzebänder in drei übereinander liegenden Feldern gegliedert.
In der obersten Reihe ist ein nach rechts gewandter Mensch mit Tierkopfmaske beziehungsweise ein Tierkrieger, ein sogenannter Wolfskrieger, abgebildet, der seine Vorbilder vermutlich aus der heidnischen Mythologie hat. Er trägt eine wadenlange Kleidung, hält eine nach unten gesenkte Lanze in der rechten sowie ein Ringschwert in einer verzierten Scheide in der linken Hand. Kopf beziehungsweise Maske tragen Merkmale eines stilisierten Wolfes. Unter dem Standhorizont ist ein kleines Flechtornament im Tierstil I eingefügt. Das darunter liegende Feld wird mittig durch ein Ornament mit vergoldeten Nieten vertikal geteilt. In diesen beiden Feldern befinden sich sechs paarweise angeordnete Verzierungen in ebenfalls für den Tierstil I typischen Formen. Das unterste Feld wird durch einen Tierwirbel, eine runde Swastika mit stilisierten Tierköpfen, ausgefüllt. Swastiken sind ein häufig im vor- und frühgeschichtlichen Fundgut anzutreffendes Verzierungsmotiv, das aufgrund ihrer Tradition bis in die Zeiten des Synkretismus als heidnische Symbole gedeutet werden. Erst in der späteren christlich, sakralen Kunst erfuhr die Swastika eine Umdeutung als Kreuzdarstellung. Mit ihrer noch als heidnisch anzusprechenden Symbolik wie dem Tierkrieger und dem Tierwirbel ist die Schwertscheide von Gutenstein ein wertvolles Zeugnis aus den Zeiten der durchgreifenden Christianisierung bei den Alemannen.
Ähnliche Abbildungen von Tierkriegern wie auf der Schwertscheide von Gutenstein gibt es aus den Adelsgräbern von Obrigheim in der Pfalz, Sutton Hoo in England und dem schwedischen Valsgärde. Typologisch lassen sich die Darstellungen an das Ende des 7. Jahrhunderts einordnen.